# Jean-Auguste d'Anhalt-Zerbst
Jean-Auguste d'Anhalt-Zerbst (né le 29 juillet 1677 à Zerbst – 7 novembre 1742 à Zerbst), prince allemand de la maison d'Ascanie souverain de la principauté d'Anhalt-Zerbst.

## Biographie

Monogramme de Jean-Auguste

Jean Auguste est le fils ainé de Charles-Guillaume d'Anhalt-Zerbst, et de son épouse
Sophie de Saxe-Weissenfels, fille d'Auguste de Saxe-Weissenfels. À la mort de son père il lui succède en 1718 comme prince d'Anhalt-Zerbst.
Jean-Auguste épouse Frédérique de Saxe-Gotha-Altenbourg (1675–1709), fille de Frédéric Ier de Saxe-Gotha-Altenbourg, le 25 mai 1702 à Zerbst. Ils n'ont pas d'enfant. Il épouse en secondes noces Hedwige Frédérique (née à Weiltingen, le 18 octobre 1691 ; morte à  Zerbst, le 14 août 1752), fille de Frédéric-Ferdinand de Wurtemberg-Weiltingen, le 8 octobre 1715 à Zerbst. Cette union est également stérile.
Comme Jean Auguste meurt sans héritier, la lignée ainée d'Anhalt-Zerbst s'éteint. Après sa mort il a comme successeur ses cousins germains, les princes d'Anhalt-Dornburg.